# 2002 FW36
2002 FW36, também escrito como 2002 FW36, é um objeto transnetuniano que está localizado no Cinturão de Kuiper, uma região do Sistema Solar. Este objeto é classificado como um cubewano. Ele possui uma magnitude absoluta de 6,9 e tem um diâmetro estimado com cerca de 192 km.

## Descoberta
2002 FW36 foi descoberto no dia 18 de março de 2002 pelo astrônomo Marc W. Buie.

## Órbita
A órbita de 2002 FW36 tem uma excentricidade de 0,193 e possui um semieixo maior de 39,462 UA. O seu periélio leva o mesmo a uma distância de 42,043 UA em relação ao Sol e seu afélio a 44,302 UA.